# When Tomorrow Comes (Lied)
When Tomorrow Comes ist ein Lied des britischen Pop-Duos Eurythmics aus dem Jahr 1986. Es erschien auf dem fünften Eurythmics-Studioalbum Revenge und wurde im Juni 1986 als Single ausgekoppelt.

## Hintergrund
Das Lied wurde von den beiden Eurythmics-Mitgliedern Annie Lennox und David A. Stewart, zusammen mit Pat Seymour, geschrieben beziehungsweise komponiert. Stewart zeichnete darüber hinaus für die Produktion verantwortlich. Seymour war zudem auch für die Instrumentierung zuständig und spielte Keyboard. An den weiteren Instrumenten engagierte man, neben Stewart an der Gitarre, Clem Burke am Schlagzeug, John Mckenzie an der Bassgitarre sowie Jimmy Zavala am Saxophon.
Die Erstveröffentlichung von When Tomorrow Comes erfolgte als Single am 2. Juni 1986. Diese erschien als 7″-Single mit der B-Seite Take Your Pain Away sowie als 12″-Single, die um eine Orchesterversion zu When Tomorrow Comes erweitert wurde. Am 30. Juni 1986 erschien es als Teil des fünften Eurythmics-Studioalbums Revenge.

## Musikvideo
Das dazugehörige Musikvideo entstand unter der Regie von Chris Ashbrook und David A. Stewart. Dieses zeigt das Duo und die Musiker auf einer Bühne in einer alten Fabrikhalle. Lennox liegt auf einem Tuch in der Mitte und wird von dort in ein Schwarzes Loch gesogen. Bis August 2023 zählte es über 19 Millionen Aufrufe bei YouTube.

## Charts und Chartplatzierungen
| ChartsChartplatzierungen     | Höchstplatzierung | Wochen |
| ---------------------------- | ----------------- | ------ |
| Deutschland (GfK)            | 22 (11 Wo.)       | 11     |
| Vereinigtes Königreich (OCC) | 30 (11 Wo.)       | 11     |